# مهر طلایی
مهر طلایی (به آلمانی: goldene Bulle، به انگلیسی: Golden Bull) نام سندی است که به عنوان قانون اساسی امپراتوری مقدس روم، در زمان کارل چهارم در سال ۱۳۵۶ میلادی تصویب شد تا از دخالت پاپ در امور داخلی امپراتوری جلوگیری کند. این سند، به ویژه، به چگونگی گزینش امپراتوران مقدس روم می‌پردازد.

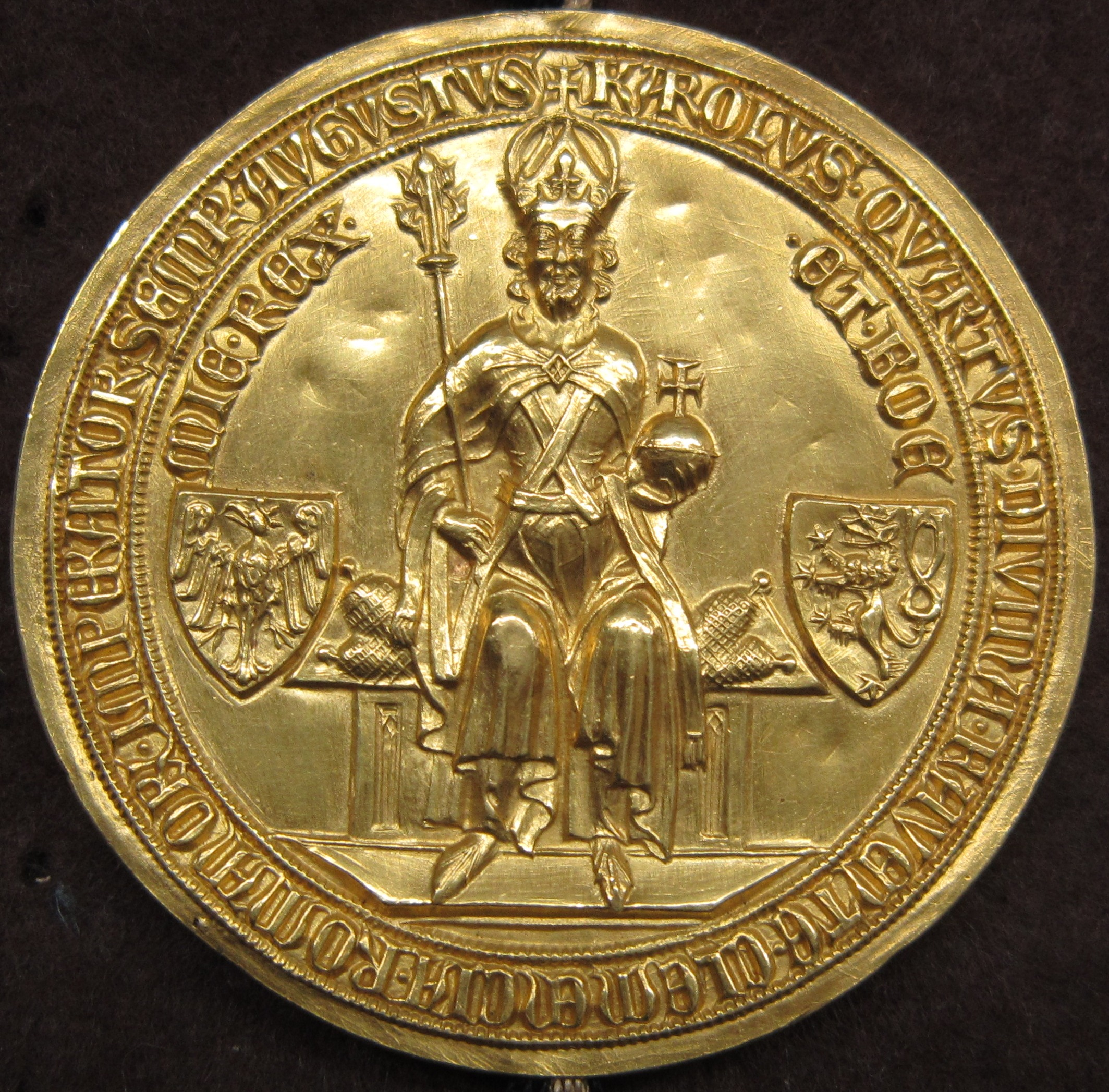
مهر طلایی بر زیر سند که سند نام خود را از آن گرفته‌است